# Амурская ТЭЦ-1
Амурская ТЭЦ-1 — тепловая электростанция в городе Амурске, Хабаровский край. Основной источник энерго- и теплоснабжения Амурска. Входит в состав АО «Дальневосточная генерирующая компания» (входит в группу РусГидро), филиал «Хабаровская генерация».

## Конструкция станции
Амурская ТЭЦ-1 представляет собой тепловую паротурбинную электростанцию (теплоэлектроцентраль) с комбинированной выработкой электроэнергии и тепла. Установленная мощность электростанции — 285 МВт, установленная тепловая мощность — 1169 Гкал/час. Тепловая схема станции выполнена с поперечными связями по основным потокам пара и воды, ТЭЦ имеет в своём составе две группы основного оборудования: с давлением пара 100 кгс/см² и температурой 540°С (турбоагрегаты № 1-4) и давлением пара 140 кгс/см² и температурой 560°С (турбоагрегат № 5). В качестве топлива используется каменный и бурый уголь различных месторождений (для всех энергетических котлоагрегатов), природный газ сахалинских месторождений (3 из 9 энергетических котлоагрегатов), мазут (водогрейные котлы). Основное оборудование станции включает в себя:
- Турбоагрегат № 1 мощностью 25 МВт, в составе турбины ПР-25-90/8,5/1,2 с генератором ТВС-32, введён в 1980 году;
- Турбоагрегат № 2 мощностью 60 МВт, в составе турбины ПТ-60-90/13 с генератором ТВФ-60-2, введён в 1967 году;
- Турбоагрегат № 3 мощностью 60 МВт, в составе турбины ПТ-60-90/13 с генератором ТВФ-63-2, введён в 1968 году;
- Турбоагрегат № 4 мощностью 60 МВт, в составе турбины ПТ-60-90/13 с генератором ТВФ-63-2, введён в 1974 году;
- Турбоагрегат № 5 мощностью 80 МВт, в составе турбины ПТ-80/100-130/13 с генератором ТВФ-120-2, введён в 1987 году.

Пар для турбоагрегатов вырабатывают 9 энергетических котлов: пять БКЗ-220-100Ф, два БКЗ-220-100-9 и два БКЗ-210-140. Также в состав станции входит центральная водогрейная котельная, в которой установлены четыре водогрейных котла КВГМ-100, работающих на мазуте; в связи с дороговизной топлива и избыточностью тепловой мощности станции, эти котлы не эксплуатируются и находятся на консервации. Система технического водоснабжения оборотная, с использованием градирни. Выдача электроэнергии станции в энергосистему производится через три силовых трансформатора с закрытых распределительных устройств (ЗРУ) напряжением 35 и 110 кВ по следующим линиям электропередачи:
- ВЛ 110 кВ Амурская ТЭЦ-1 — Эльбан (С-87);
- ВЛ 110 кВ Амурская ТЭЦ-1 — Падали — Эльбан (С-88);
- ВЛ 110 кВ Амурская ТЭЦ-1 — Комсомольская (С-71);
- ВЛ 110 кВ Амурская ТЭЦ-1 — Хурба (С-72);
- ВЛ 110 кВ Амурская ТЭЦ-1 — ЛДК (С-89);
- ВЛ 110 кВ Амурская ТЭЦ-1 — Амурмаш — ЛДК (С-90);
- ВЛ 35 кВ Амурская ТЭЦ-1 — Центральная (2 цепи);
- ВЛ 35 кВ Амурская ТЭЦ-1 — КТПН — Городская (2 цепи);
- ВЛ 35 кВ Амурская ТЭЦ-1 — АГМК (2 цепи).

## История строительства и эксплуатации

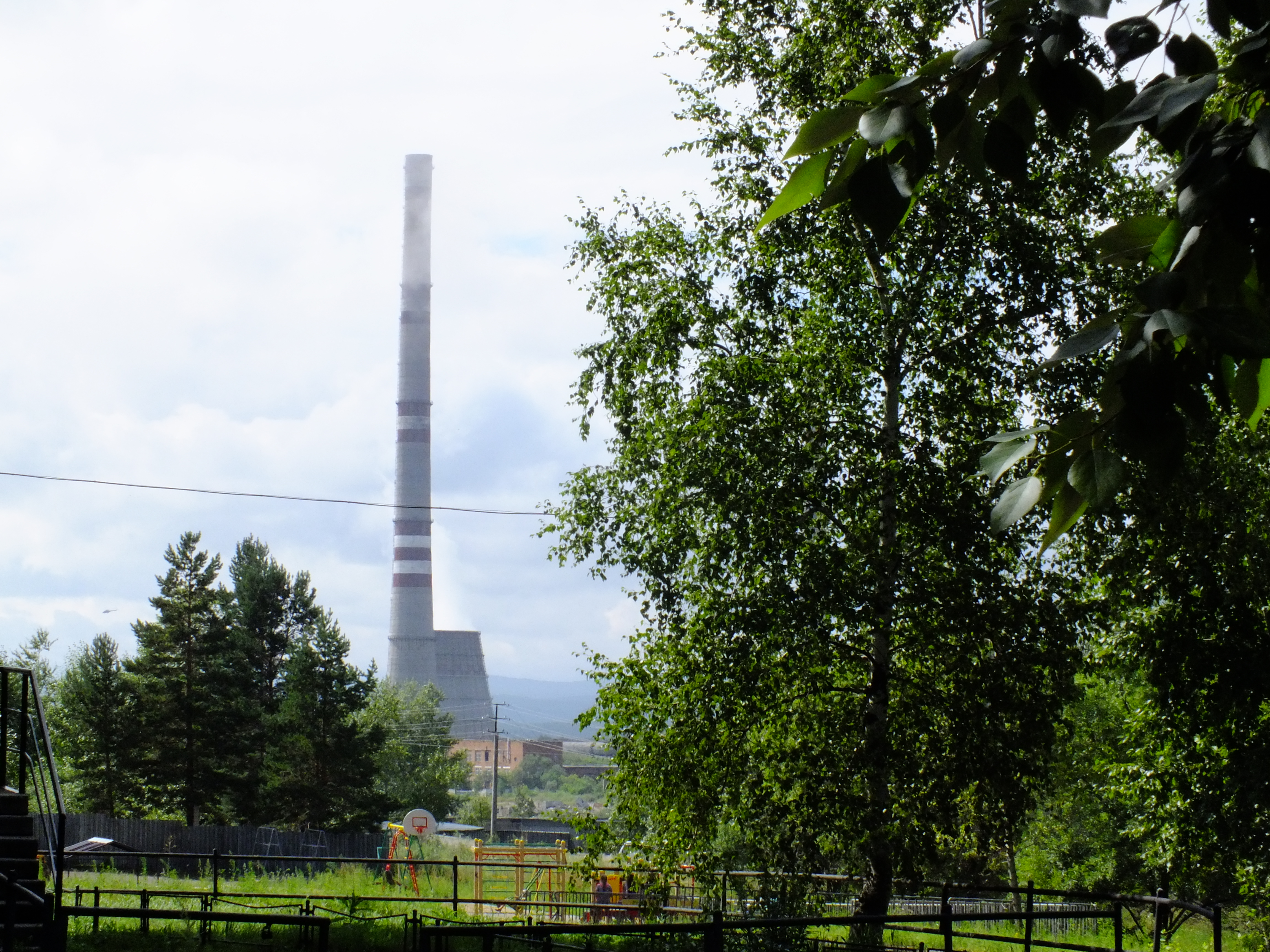
Труба и градирня Амурской ТЭЦ-1

Строительство Амурской ТЭЦ-1 было начато в 1961 году, основной задачей новой станции стало энергоснабжение целлюлозно-бумажного комбината. Первый турбоагрегат был пущен 5 ноября 1965 года, второй — в 1967 году и третий — в 1968 году. В 1969 году строительство двух первых очередей Амурской ТЭЦ-1 было завершено. Следующий этап развития станции (третья очередь) пришелся на 1970-е годы, когда были введены в эксплуатацию турбоагрегат № 4 и два котлоагрегата. В 1981—1982 годах были пущены три водогрейных котла. В 1984 году было начато строительство четвертой очереди Амурской ТЭЦ-1 в составе турбоагрегата № 5 (пущен в 1987 году) и двух котлоагрегатов, завершённое в 1992 году. В 2000 году котлоагрегаты № 6 и 7 были переведены на сжигание газа, в 2004 году на газ был переведен котлоагрегат № 2. В 2024 году в результате монтажа третьего трансформатора были сняты ограничения в выдаче мощности в объеме 63 МВт. До 2007 года Амурская ТЭЦ-1 входила в состав ОАО «Хабаровскэнерго», в настоящее время является структурным подразделением филиала «Хабаровская генерация» АО «ДГК».